# Monumento a Goethe (Roma)
Il monumento a Wolfgang Goethe è un monumento in marmo di Carrara dedicato allo scrittore e poeta tedesco Johann Wolfgang von Goethe e situato a Roma, a Villa Borghese. Il monumento si trova lungo il viale San Paolo del Brasile, nel punto nel quale inizia il viale Goethe. L'opera è il primo dei tanti monumenti dedicati a scrittori e poeti non italiani presenti nella Villa.

## Storia
L'opera venne progettata dallo scultore tedesco Gustav Eberlein per conto dell'imperatore Guglielmo II, che decise di donarlo alla città di Roma nel 1902 in occasione del suo compleanno. Lo scultore italiano Valentino Casali si occupò di tradurre nel marmo il progetto di Eberlein. L'opera venne inaugurata il 5 agosto 1904 alla presenza del re d'Italia Vittorio Emanuele III. 
Con l'ingresso dell'Italia nella prima guerra mondiale, il monumento rischiò di venire rimosso in quanto allora la Germania veniva vista come un nemico da combattere. Ugo Tombesi propose di sostituirlo con una targa che recitava: "Qui sorgeva la statua del grande poeta Volfango Goethe, rinviata in Germania perché dono dell'imperatore de' nuovi Unni, più feroci e più barbari degli antichi." Alla fine ciò non avvenne e l'opera rimase lì.
Il monumento è stato soggetto a un atto vandalico due volte, nel 1972 e nel 2010: in entrambi i casi la testa di Mefistofele era stata rimossa e in entrambe le occasioni questa venne rimontata dopo essere stata ritrovata dalle forze dell'ordine.

## Descrizione

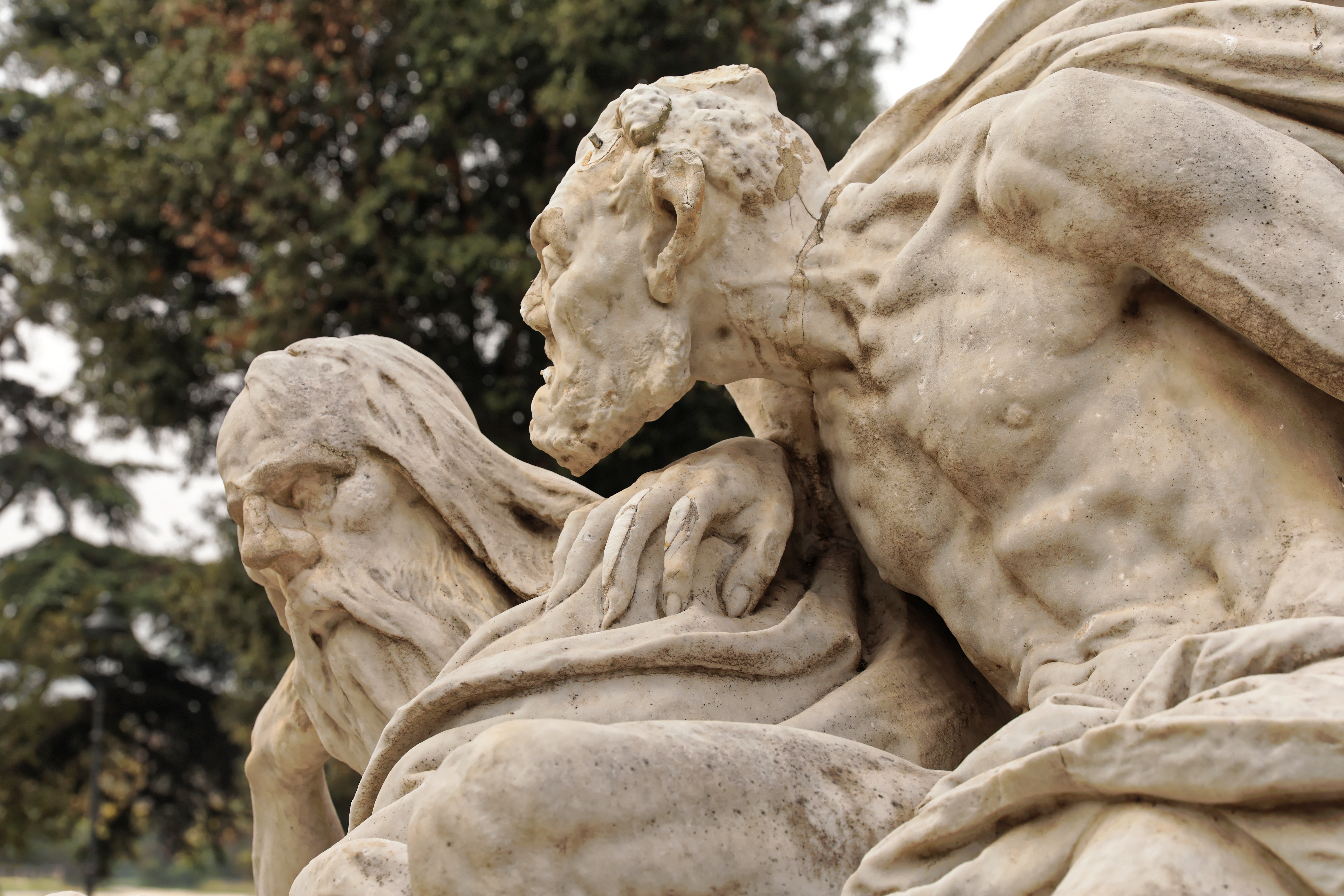
Particolare di Faust e Mefistofele.

Il monumento è alto otto metri circa. Al centro di un capitello ionico-corinzio (il cosiddetto capitello composito) sorge Johann Wolfgang von Goethe, raffigurato da giovane in quanto egli giunse a Roma in gioventù, durante il suo viaggio in Italia: nell'Urbe egli scrisse la tragedia Ifigenia in Tauride e le Elegie romane. Alla base, il capitello è circondato da tre gruppi scultorei che ritraggono dei personaggi ghetiani, i quali sono rispettivamente: il dottor Faust e Mefistofele (che simboleggiano la filosofia), Mignon e l'arpista Lotario (che simboleggiano la poesia lirica) e Ifigenia e Oreste (che simboleggiano la poesia drammatica).
Un modello del monumento alto 1,75 metri realizzato da Gustav Eberlein è attualmente esposto a Hannoversch Münden.

## Galleria d'immagini

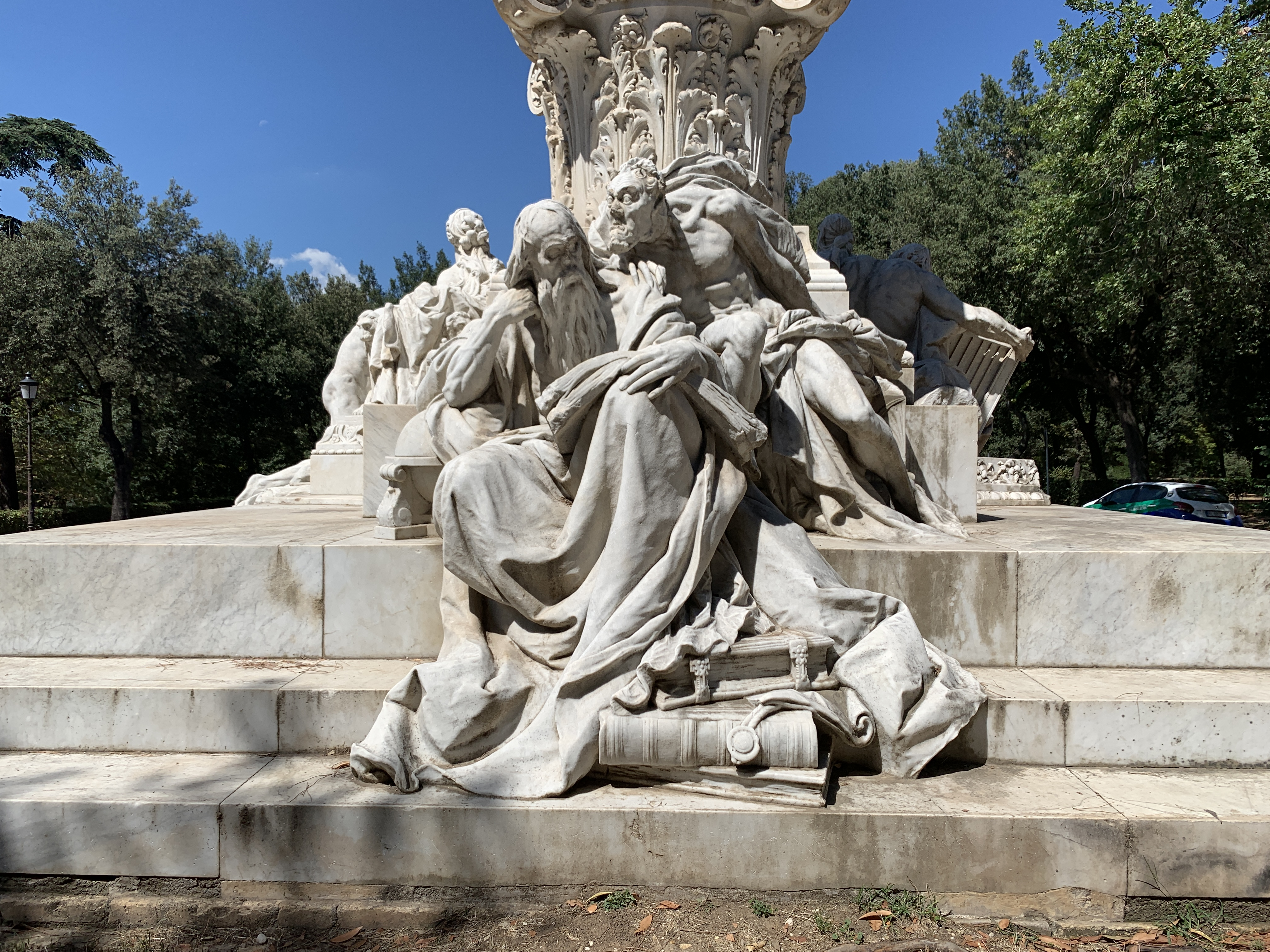
Faust e Mefistofele
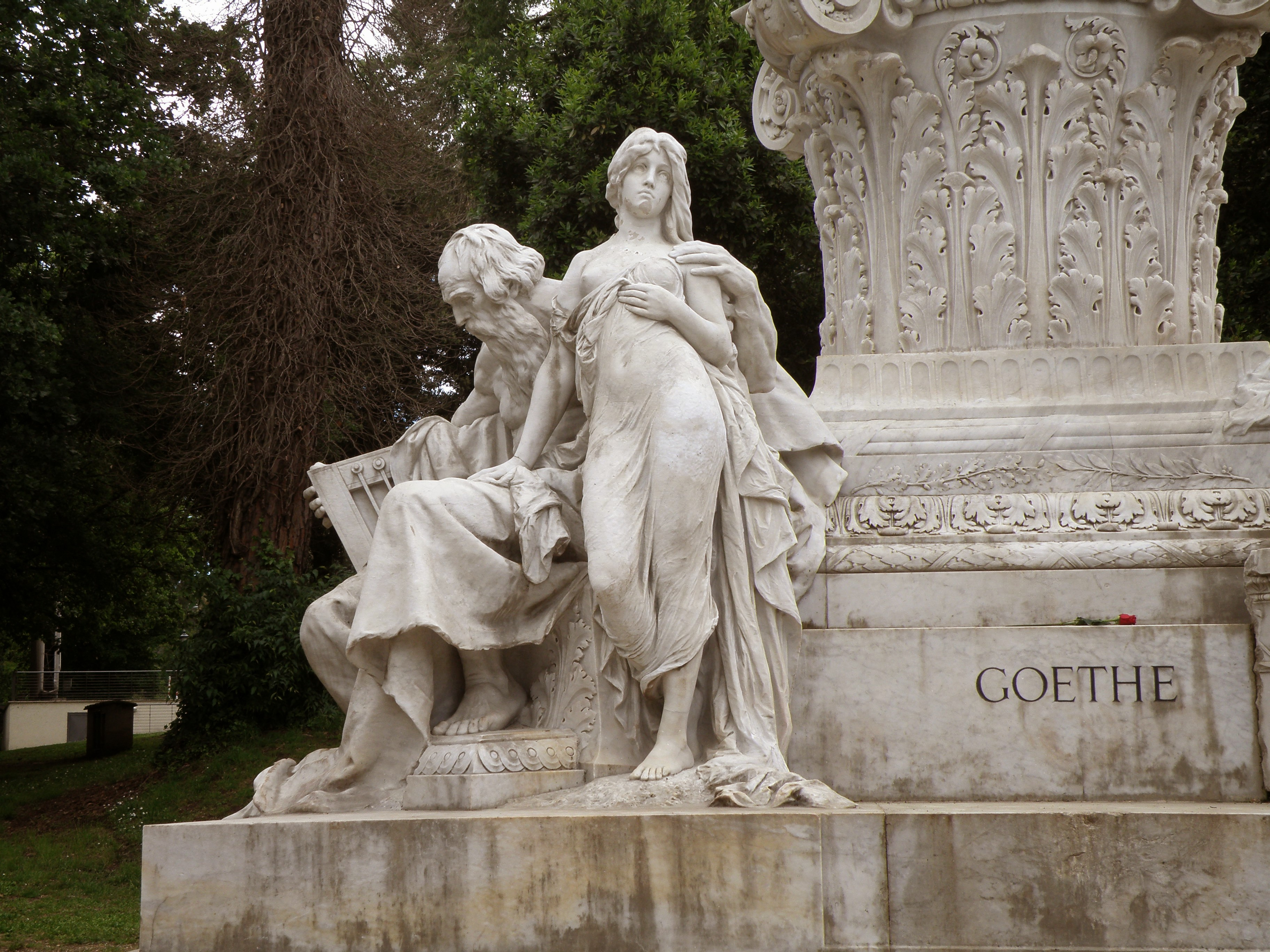
Mignon e Lotario
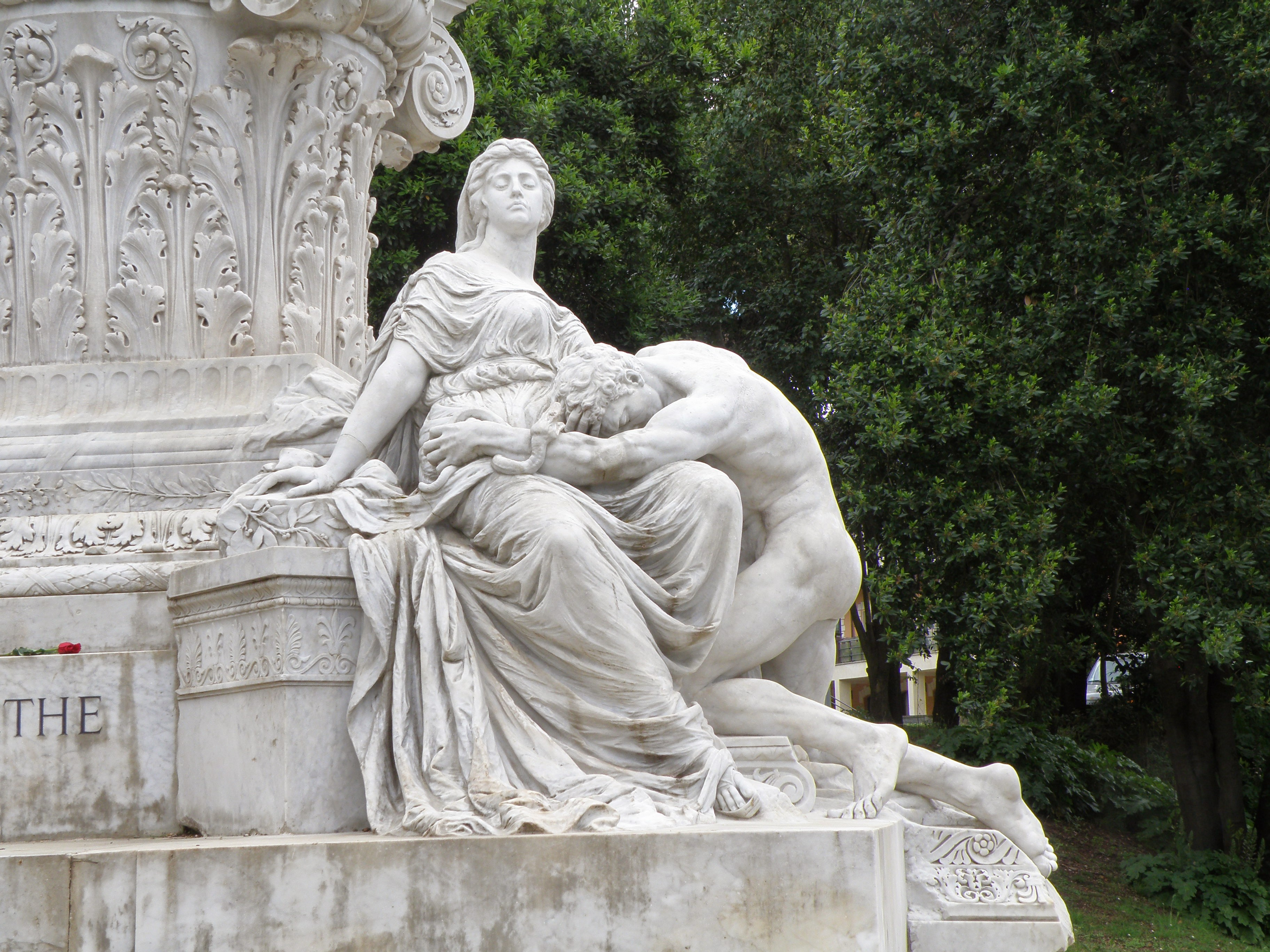
Ifigenia e Oreste